# Ángel Montoro
Ángel Montoro (Toledo, 18. prosinca 1989.), španjolski rukometaš.

## Vanjske poveznice
- Profil na stranicama Barcelone
- Profil na stranicama španjolske lige  Arhivirana inačica izvorne stranice od 17. lipnja 2012. (Wayback Machine)
- Profil na stranicama EHF